# 雎水镇
雎水镇，是中华人民共和国四川省绵阳市安州区下辖的一个乡镇级行政单位。2019年12月，撤销沸水镇，将其所属行政区域划归雎水镇管辖，雎水镇人民政府驻荣华街126号。

## 行政区划
雎水镇有管辖以下地区：
荣华社区、教场村、光明村、宝元村、东林村、青云村、白河村、红石村、金华村、罐滩村和道喜村。